# Bulava
Bulava (rusky Булава – palcát; někdy uváděna jako R-30 Bulava) je z ponorek vypouštěná kvazibalistická střela (SLBM), která je ve výzbroji ruského námořnictva. Jejím návrhem a vývojem byl pověřen Moskevský institut termální technologie.
Bulava nese kódové označení NATO SS-N-32 a Agenturou raket a dělostřelectva při ministerstvu obrany Ruské federace jí byl přidělen index 3M30. V mezinárodních smlouvách je používáno běžné ustanovení RSM-56.
Návrh Bulavy vychází z balistické střely SS-27 (Topol M), je ale lehčí a složitější. Lze tudíž očekávat, že oba typy budou mít porovnatelné základní výkony.
Ruská armáda požadovala, aby Bulava měla pokročilé schopnosti překonat opatření současných protiraketových systémů. Mezi udávané schopnosti patří: úhybné manévrování, vypouštění návnad pro antirakety,  možnost změny výšky ve střední fázi letu a ochranné štíty hlavic proti poškození jak fyzickému tak vlivem EMP. Bulava je navržena tak, aby vydržela jaderný výbuch v minimální vzdálenosti 500 metrů. 3. listopadu 2022: Moskevské ozbrojené síly provedly úspěšný test balistické rakety Bulava. Byla vypuštěna z jaderné ponorky ve vodách Bílého moře směrem k cíli na poloostrově Kamčatka poté, co přeletěla velkou část rozsáhlého ruského území. Podle agentury Ria Novosti byla raketa odpálena z ponorky Generalissimus Suvorov a podle plánu zasáhla vlak na střelnici Kura na Dálném východě.
Prezident Vladimir Putin o ní prohlásil, že Bulava dokáže proniknout přes jakýkoli (současný) protiraketový systém.
Současná verze Bulavy je schopna nést až šest hlavic MIRV (oddělitelných nezávisle naváděných hlavic) o síle několika jednotek až desítek kilotun TNT. Údaje o celkové úderné síle Bulavy se liší. Většinou je uváděno 6krát 150 kilotun (pro srovnání – bomba svržená na Hirošimu: 15 kilotun), u budoucích variant lze očekávat až deset hlavic. Zvětšení počtu hlavic nad základních šest se pravděpodobně neobejde bez ústupků od některých požadavků, například na odolnost.
První fáze startovacích testů Bulavy byla završena v závěru roku 2004. Zkoušky však provázela řada zdržení. Do služby byla raketa přijata roku 2018.

## Testování
Testovací vypuštění 27. září a 21. prosince 2005 z ponorky třídy Tajfun – Dmitrij Donskij byly úspěšné. Další tři letové testy se 7. září, 25. října a 24. prosince 2006 nezdařily, příčina selhání rakety nebyla zveřejněna. Další testy Bulavy se uskutečnily 28. června 2007 na ruském pobřeží Tichého oceánu.
První plavidla nesoucí Bulavu budou nastávající ponorky třídy Borej, které budou vybaveny 16 raketami pro každou z nich. První tři plavidla této třídy byla přijata do námořnictva do roku 2014, celkem 8 je plánováno do roku 2020. Varianta vypouštění ze země se očekává též.
28. července 2007 Rusko provedlo další test Bulavy z jaderné ponorky, který byl úspěšný. Raketa byla vypuštěna na Bílém moři na severozápadním pobřeží Ruska a zasáhla svůj cíl na Kamčatce. 5. srpna 2007 se Rusko rozhodlo započít sériovou výrobu balistické rakety typu Bulava vypouštěné z moře.
9. prosince 2009 provedlo Rusko další neúspěšný test rakety Bulava, která byla vypuštěna z ponorky v Bílém moři. První dva stupně rakety pracovaly bezchybně, ale na třetím stupni došlo k závadě, která způsobila světelné efekty pozorované v severní části Norska.
27. října 2011 ponorka Jurij Dolgorukij odpálila raketu v oblasti Bílého moře a hlavice zasáhly cíl na střelnici Kura na poloostrově Kamčatka. Let střely proběhl zcela normálně. Podle plukovníka Konašenkova šlo o třetí úspěšný test rakety Bulava, odpálené z ponorky Jurij Dolgorukij během posledních šest měsíců. Další úspěšný test rakety proběhl 10. září 2014. Zatím poslední test se uskutečnil 28. listopadu 2014 z ponorky Alexander Něvskij. Pro rok 2015 jsou v plánu na podzim dva testy.